# 나이토 나오키
나이토 나오키(일본어: 内藤 直樹, 1968년 5월 30일 ~ )는 일본의 전 축구 선수이다. 과거 히타치, 시미즈 에스펄스, 산프레체 히로시마, 비셀 고베에서 활동하였다.

## 구단 경력
1991년 일본 사커 리그의 히타치에 입단했다. 1992년 J1리그의 시미즈 에스펄스로 이적했다. 1992년과 1993년 2번의 J리그컵 준우승을 차지했다. 1996년 산프레체 히로시마로 이적했다. 1997년부터 1998년까지 비셀 고베에서 뛰었다. 1998년후 현역 은퇴.